# نرغسلو العليا (بدرانلو)
نرغسلو العليا (بالفارسية: نرگسلو علیا) هي قرية تقع في إيران في قسم بدرانلو الريفي. يقدر عدد سكانها بـ 237 نسمة .